# Метежево
Метежево (мкд. Метежево) је насеље у Северној Македонији, у североисточном делу државе. Метежево је у оквиру општине Крива Паланка.

## Географија
Метежево је смештено у североисточном делу Северне Македоније. Од најближег већег града, Куманова, село је удаљено 80 km источно.
Село Метежево се налази у историјској области Славиште. Насеље је положено високо, на јужним висовима планине Билина, на око 1.200 метара надморске висине.
Месна клима је планинска због знатне надморске висине.

## Становништво
Метежево је према последњем попису из 2002. године имало 50 становника. Од тога огромну већину чине етнички Македонци (100%).
Претежна вероисповест месног становништва је православље.